# James Mulva
James J. Mulva (* 19. Juni 1946 in Oshkosh, Wisconsin) ist ein US-amerikanischer Manager.

## Leben
Mulva studierte Wirtschaftswissenschaften an der University of Texas at El Paso und machte einen Bachelor- und Master-Abschluss in Betriebswirtschaft. Danach war er bis zum Beginn seiner Karriere bei Phillips im Jahr 1973 als US-Navy-Offizier tätig. Er war von 2004 bis 2012 Präsident und CEO des US-amerikanischen Unternehmens ConocoPhillips. Mulva sitzt im Vorstand vom National Petroleum Council. 
Er und seine Frau Miriam spendeten 7.000.000 US-$ für den Bau einer neuen Bibliothek am St. Norbert College in De Pere, einem Vorort von Green Bay in Wisconsin, die daraufhin nach ihnen benannt wurde. Mulva erhielt am 14. Mai 2010 von der Colorado School of Mines die Ehrendoktorwürde der Ingenieurwissenschaften. James Mulva ist verheiratet und hat zwei Kinder.